# Kongana Hossur, Harapanahalli
Kongana Hossur là một làng thuộc tehsil Harapanahalli, huyện Davanagere, bang Karnataka, Ấn Độ.